# حيز بين الزغابات
يعرف مصطلح الحيز بين الزُّغابات في علم الجنين البشري بأنه هو «الحيز بين الزغابات التي تحتوي على أوعية» الأم والجنين.
تتكاثر الأرومة الغاذية، التي هي مجموعة من الخلايا تهاجم بطانة الرحم لدى الأمهات لتستطيع الوصول إلى غذاء للجنين بسرعة، وتتكون شبكة من النتوءات المتفرعة التي تغطي الجنين تمامًا وتهاجم أنسجة الأم وتدمرها. وتنفتح الأوعية الدموية الأمومية لبطانة الرحم بسبب هذه العملية الفيزيولوجية التخريبية، ونتيجة لذلك تمتلئ الأحياز الموجودة في شبكة الأرومة الغاذية بالدم الأمومي؛ ويسهل التوصيل فيما بين هذه الأحياز وتكون في غاية التضخم ويتكون حيز بين الزغابات يحصل منه الجنين على تغذيته.
تدخل الشرايين والأوردة الأمومية مباشرة إلى الحيز بين الزغابات بعد 8 أسابيع من الحمل، ويضم الحيز بين الزغابات ما يقارب وحدة من الدم (من 400 إلى 500 ملليلتر). يرجع الكثير من هذا الدم إلى جسم الأم مع التقلصات الرحمية الطبيعية، ومن ثم تكون فرصة المرأة في فقدان الدم أكبر إذا ولدت بعملية قيصرية عما إذا ولدت ولادة طبيعية، إذ لا يعود الدم من الحيز بين الزغابات إلى داخل جسمها.